# Гнедин, Пётр Виссарионович
Пётр Виссарионович Гнедин (Гнидин; 27 сентября 1893, станица Екатериненская, Первый Донской округ, область Войска Донского — 1 февраля 1962, Каменск-Шахтинский, Ростовская область) — советский военный деятель, генерал-майор (14.10.1942).

## Начальная биография
Пётр Виссарионович Гнедин родился 27 сентября 1893 года в станице Екатериненская, Области Войска Донского (ныне Белокалитвинского района Ростовской области) в бедной казачьей семье.
Работал подмастерьем и мастером на кондитерских фабриках Майского, Пида и Грошева в станице Усть-Белокалитвенской.

## Военная служба

### Первая мировая и гражданская войны
6 ноября 1914 года был призван в Русскую императорскую армию и направлен в Каргопольский 5-й драгунский полк, в составе которого в 1915 году окончил учебную команду, после чего в чине младшего унтер-офицера принимал участие в боевых действиях на Юго-Западном фронте.
С марта 1917 года находился в госпитале в городе Ростов-на-Дону в связи с болезнью. После выздоровления в мае того же года убыл в отпуск и устроился работать на шахту «Петренко». После окончания отпуска с июля по 27 октября того же года служил младшим унтер-офицером в составе запасного стрелкового полка, дислоцированного в Орле, избирался членом полкового и ротного комитетов.
В октябре 1917 года вступил рядовым в Орловский революционный отряд.
В январе 1918 года был призван в ряды РККА, после чего служил на должностях командира взвода и эскадрона в составе 1-го Царицынского кавалерийского полка и принимал участие в боевых действиях под Царицыном. В том же году вступил в ряды РКП(б).
В мае 1919 года был направлен в 1-ю Конную армию и назначен на должность комиссара кавалерийского дивизиона 39-й кавалерийской дивизии, в июне — на должность комиссара 32-го кавалерийского полка (6-я кавалерийская дивизия), в августе — на должность комиссара 1-й кавалерийской бригады 39-й стрелковой дивизии, затем — 2-й кавалерийской бригады (6-я кавалерийская дивизия), в феврале 1920 года — на должность комиссара штаба 6-й кавалерийской дивизии, а в марте — на должность командира 32-го кавалерийского полка (6-я кавалерийская дивизия). Принимал участие в боевых действиях на Южном и Юго-Западном фронтах против войск под командованием генерала А. И. Деникина и в Советско-польской войне.
В июне 1920 года в бою был ранен и находился в госпитале в городе Ростов-на-Дону и после излечения в августе того же года направлен на учёбу на повторные кавалерийские курсы высшего комсостава при 9-й армии, дислоцированные в Краснодаре. После окончания курсов в марте 1921 года был назначен на должность помощника командира 3-й бригады 11-й кавалерийской дивизии, а с августа служил на должностях командира эскадронов в составе 63-го, 64-го и 65-го кавалерийских полков в составе этой же дивизии на Туркестанском фронте.
Приказом № 200 РВС СССР от 1923 года командир эскадрона 64-го кавалерийского полка Гнедин был награждён орденом Красного Знамени.

### Межвоенное время
С января 1925 года исполнял должность начальника полковой школы 65-го кавалерийского полка и принимал участие в боевых действиях в ходе борьбы с басмачеством. В мае того же года был направлен во 2-ю кавалерийскую дивизию червонного казачества (Украинский военный округ и назначен на должность командира эскадрона 7-го червонного казачьего кавалерийского полка, а в апреле 1929 года — на должность начальника полковой школы 9-го кавалерийского полка. В октябре 1929 года направлен на учёбу на кавалерийские Курсы усовершенствования командного состава, дислоцированные в Новочеркасске. После окончания курсов в июле 1930 года вернулся в дивизию и назначен на должность начальника полковой школы 10-го кавалерийского полка, а в июле 1931 года — на должность помощника командира 9-го кавалерийского полка.
В марте 1932 года был направлен на учёбу на Ленинградские автобронетанковые курсы усовершенствования и переподготовки комсостава, после окончания которых в сентябре того же года был назначен на должность начальника автобронетанковой службы Особого колхозного корпуса ОКДВА.
В феврале 1937 года был назначен на должность командира отдельного танкового батальона 59-й стрелковой дивизии ОКДВА. В феврале 1939 года назначен помощником командира, а 9 мая 1941 года — командиром 21-й стрелковой дивизии (1-я Краснознамённая армия).

### Великая Отечественная война
С началом войны находился на прежней должности.
В сентябре 1941 года дивизия под командованием полковника Гнедина была включена в состав 7-й армии и вскоре принимала участие в оборонительных боевых действиях на рубеже между Ладожским и Онежским озёрами по реке Свирь.
8 декабря 1943 года был назначен на должность командира 4-го стрелкового корпуса, который вскоре принимал участие в ходе Выборгско-Петрозаводской наступательной операции, во время которой после форсирования реки Свирь вёл боевые действия по освобождению города Питкяранта и к концу сентября вышел на советско-финскую государственную границу.
11 ноября 1944 года назначен на должность командира 135-го стрелкового корпуса, который вскоре принимал участие в боевых действиях в ходе Будапештской наступательной, Балатонской оборонительной и Венской наступательной операций, во время которых был освобождён город Секешфехервар.

### Послевоенная карьера
После окончания войны находился на прежней должности.
11 августа 1945 года был назначен на должность командира 34-м стрелковым корпусом (Южная группа войск), а в августе 1946 года — на должность командира 48-й стрелковой дивизии.
Генерал-майор Пётр Виссарионович Гнедин 21 июня 1947 года был зачислен в распоряжение главкома Сухопутных войск и 10 сентября того же года вышел в запас.
Умер 1 февраля 1962 года в городе Каменск-Шахтинский (Ростовская область).

## Награды
- Орден Ленина (21.02.1945)[4];
- Четыре ордена Красного Знамени (1923, 22.02.1943[5][6], 03.11.1944[4], 06.11.1947[4]);
- Орден Кутузова 1 степени[7][8](21.07.1944);
- Орден Кутузова 2 степени[9] (28.04.1945);
- Медали;
- Иностранный орден.

Приказы (благодарности) Верховного Главнокомандующего в которых отмечен П. В. Гнедин
- За форсирование реки Свирь на всем фронте от Онежского озера до Ладожского озера, прорыв сильно укрепленной обороны противника, продвижение вперед в течение трех дней наступательных боев от 20 до 30 километров, и освобождение более 200 населенных пунктов, среди которых: Подпорожье, Свирьстрой, Вознесенье, Михайловская, Мегрозеро, Печная Сельга, Бережная, Микентьева. 24 июня 1944 года № 114.
- За прорыв сильно укрепленной обороны противника юго-западнее Будапешта, продвижение вперед до 40 километров, и овладение штурмом городами Секешфехервар и Бичке — крупными узлами коммуникаций и важными опорным пунктами обороны противника, отрезав тем самым основные пути отхода на запад будапештской группировки немецко-венгерских войск. 24 декабря 1944 года № 218.
- За отражение атаки одиннадцати танковых дивизий немцев юго-западнее Будапешта, переход в наступление, разгром танковой группы немцев, продвижение вперед на 70 километров на фронте протяжением более 100 километров и овладение городами Секешфехервар, Мор, Зирез, Веспрем, Эньинг. 24 марта 1945 года. № 306.